# Easy Mo Bee

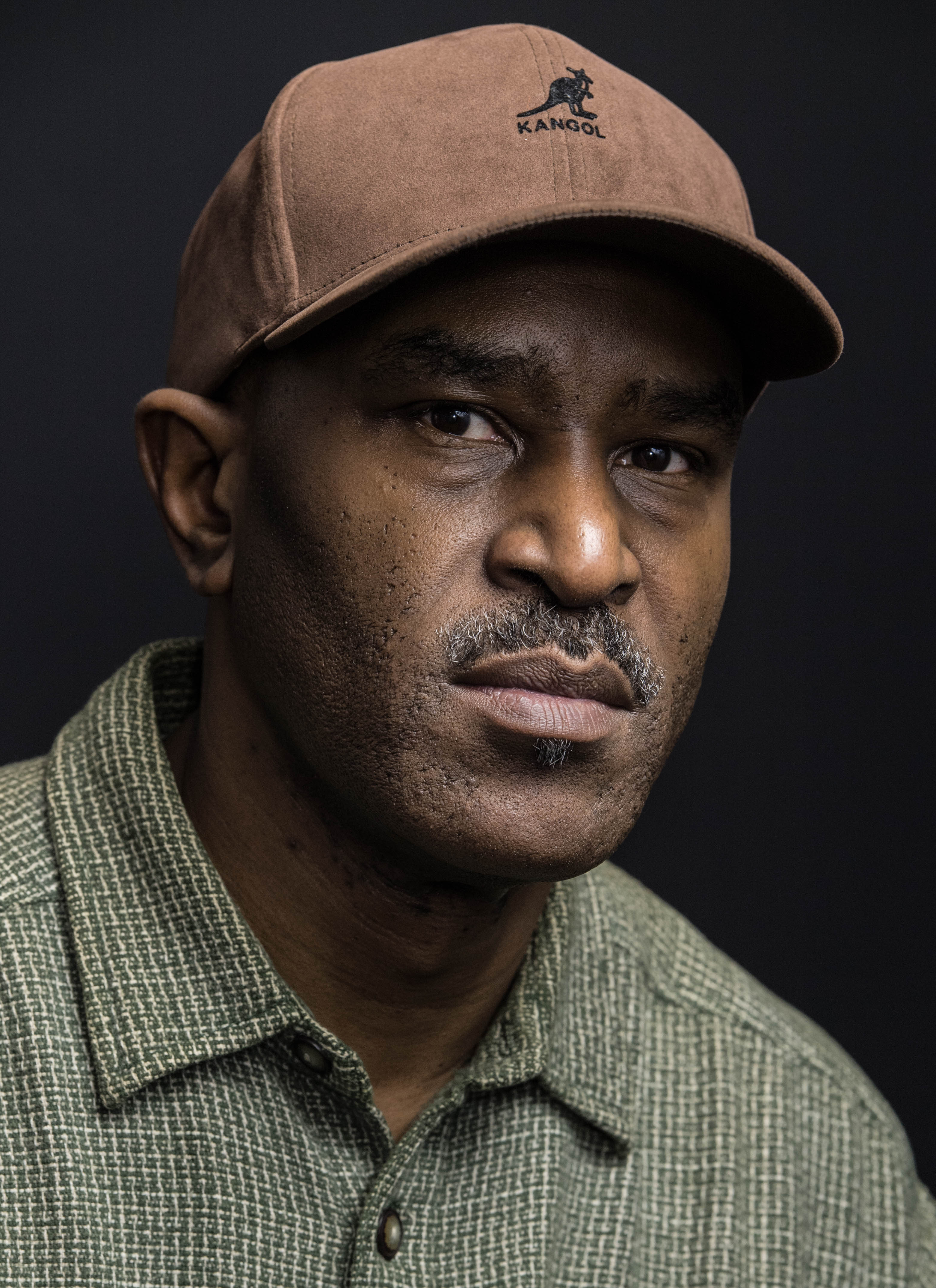
Easy Mo Bee (2017)

Easy Mo Bee (* 1965 in Brooklyn, New York als Osten S. Harvey, Jr.) ist ein US-amerikanischer Musikproduzent und Rapper, der Hip-Hop-Musik mit Elementen anderer Genres wie Soul, Jazz und Doo Wop mischt.

## Leben
Easy Mo Bee wuchs in dem Brooklyner Bezirk Bedford–Stuyvesant auf. Die dort abgehaltenen Block Partys beeinflussten ihn ebenso wie die umfangreiche Plattensammlung seines Vaters bereits früh. Mit zwölf Jahren begann er zu deejayen. 1985 gründete er mit zwei Freunden aus seiner Nachbarschaft die Gruppe Rapping Is Fundamental, die Hip-Hop mit der Musikrichtung Doo Wop sowie Rap mit Gesang verband. Durch eines der Mitglieder der Gruppe lernte er Big Daddy Kane kennen; 1989 produzierte er für dessen Album It's a Big Daddy Thing erstmals zwei Stücke. Bei A&M Records unter Vertrag veröffentlichte er mit Rappin' Is Fundamental 1991 das Album The Doo Hop Legacy. Im selben Jahr beteiligte er sich an der Produktion der Debütalben von GZA und RZA, beides spätere Mitglieder des Wu-Tang Clan.
Außerhalb der Hip-Hop-Szene erlangte Easy Mo Bee erstmals 1992 Bekanntheit, als er das letzte Album des Jazz-Trompeters Miles Davis Doo Bop produzierte und erst nach dessen Tod fertigstellte. Trotz durchschnittlicher Kritiken verkaufte das Album sich über eine Million Mal und gewann 1993 einen Grammy Award in der Kategorie Best R&B Instrumental Performance. In den folgenden Jahren war Easy Mo Bee hauptsächlich an Produktionen aufstrebender Künstler des Plattenlabels Bad Boy Records von Sean Combs beteiligt. 1994 produzierte er die Single Flava in Ya Ear von Craig Mack, die Platz 9 in den Billboard Hot 100 erreichte. Sowohl mit Tupac Shakur als auch mit The Notorious B.I.G. arbeitete er zusammen: Unter anderem sechs Stücke auf Ready to Die von Notorious B.I.G. und zwei Songs auf Me Against the World von Tupac stammen von ihm; beide Alben gelten heute als Klassiker. Daneben produzierte er 1994 mit Runnin' (From tha Police) eines der wenigen gemeinsamen Lieder der beiden.
2000 veröffentlichte er die Kompilation Now or Never: Odyssey 2000. Sie erhielt wenig Beachtung und mäßige Kritiken; Gastauftritte kamen unter anderem von Kool G Rap, Goodie Mob, Angie Martinez, Raekwon, Busta Rhymes und Snoop Dogg. Auf Alicia Keys’ Album The Diary of Alicia Keys produzierte er 2003 das Medley If I Was Your Woman / Walk on By. 2007 arbeitete er für das Album 8 Diagrams des Wu-Tang Clan erneut mit RZA zusammen. Ursprünglich war er als Komponist der Musik des Anfang 2009 erschienenen Films Notorious B.I.G. vorgesehen, wurde letztlich aber nicht berücksichtigt.

## Diskografie

### Alben
- 1991: The Doo-Hop Legacy (als Mitglied von Rappin' Is Fundamental)
- 2000: Now or Never: Odyssey 2000
- 2023: And You Don‘t Stop

### Singles (als Produzent)
- 1994: Flava in Ya Ear – Craig Mack
- 1995: Lifestyles of the Rich and Shameless – The Lost Boyz
- 1995: Temptations – Tupac Shakur
- 1995: Jeeps, Lex Coups, Bimas and Benz – The Lost Boyz
- 1996: It’s a Party – Busta Rhymes feat. Zhané